# Tích phân của hàm secant
Trong lượng giác, tích phân của hàm secant là một trong những "đề tài mở nổi bật giữa thế kỉ XVII", được giải vào năm 1668 nhờ James Gregory. Vào năm 1599, Edward Wright đã tính được tích phân này bằng giải tích số - ngày nay tích phân này được gọi là tổng Riemann. Ông áp dụng kết quả này vào bản đồ học để vẽ chính xác một bản đồ Mercator. Vào những năm 1640, Henry Bond, một giáo viên hàng hải, trắc địa và toán, đã so sánh các giá trị tích phân của hàm secant trong bảng tính của Wright với bảng giá trị lôgarit của hàm tang, và phỏng đoán rằng
{\displaystyle \int _{0}^{\theta }\sec \zeta \,d\zeta =\ln \left|\tan \left({\frac {\theta }{2}}+{\frac {\pi }{4}}\right)\right|.}
Sự phỏng đoán này được biết đến rộng rãi, và vào năm 1665, Isaac Newton đã chú ý đến nó.
Isaac Barrow là người đã chứng minh được sự phỏng đoán này. Ông đã sử đụng phép đơn giản phân thức trong phép tính tích phân. Theo các ký hiệu ngày nay, chứng minh của Barrow được trình bày như sau:
{\displaystyle \int \sec \theta \,d\theta =\int {\frac {d\theta }{\cos \theta }}=\int {\frac {\cos \theta \,d\theta }{\cos ^{2}\theta }}=\int {\frac {\cos \theta \,d\theta }{1-\sin ^{2}\theta }}=\int {\frac {du}{1-u^{2}}}}
Đến đây việc chứng minh chỉ còn là tìm nguyên hàm của các hàm phân thức bằng việc đơn giản phân thức:
{\displaystyle {\begin{aligned}\int {\frac {du}{1-u^{2}}}&=\int {\frac {du}{(1-u)(1+u)}}=\int {\frac {1/2}{1+u}}+{\frac {1/2}{1-u}}\,du\\[10pt]&={\frac {1}{2}}\ln \left|1+u\right|-{\frac {1}{2}}\ln \left|1-u\right|+C={\frac {1}{2}}\ln \left|{\frac {1+u}{1-u}}\right|+C\end{aligned}}}
Hoán đổi thành hàm số đối với biến θ:
{\displaystyle =\left\{{\begin{array}{l}{\dfrac {1}{2}}\ln \left|{\dfrac {1+\sin \theta }{1-\sin \theta }}\right|+C\\[15pt]\ln \left|\sec \theta +\tan \theta \right|+C\\[15pt]\ln \left|\tan \left({\dfrac {\theta }{2}}+{\dfrac {\pi }{4}}\right)\right|+C\end{array}}\right\}{\text{ }}}
(Dạng thứ ba có thể thu được bằng phép biến đổi sau)
{\displaystyle {\begin{aligned}\sec \theta ={\frac {1}{\sin \left(\theta +{\dfrac {\pi }{2}}\right)}}={\frac {1}{2\sin \left({\dfrac {\theta }{2}}+{\dfrac {\pi }{4}}\right)\cos \left({\dfrac {\theta }{2}}+{\dfrac {\pi }{4}}\right)}}={\frac {\sec ^{2}\left({\dfrac {\theta }{2}}+{\dfrac {\pi }{4}}\right)}{2\tan \left({\dfrac {\theta }{2}}+{\dfrac {\pi }{4}}\right)}}.\end{aligned}}}
Tích phân trên cũng có thể tính được bằng phép thế Weierstrass, nhưng nó tương đối phức tạp hơn so với các phương pháp trên.
Do trong phép chiếu Mercator thông thường, vĩ độ (φ) nằm giữa −π/2 and π/2 nên có thể viết đơn giản:
{\displaystyle y=\ln \tan \!\left({\dfrac {\phi }{2}}+{\dfrac {\pi }{4}}\right).}